# Nurmes
Nurmes es una ciudad y municipio de Finlandia ubicado en la región de Carelia Septentrional.
En 2022, el municipio tenía una población de 9245 habitantes, de los que algo menos de cinco mil vivían en la propia ciudad.
Se ubica en el extremo septentrional del lago Pielinen, unos 100 km al norte de la capital regional Joensuu. Por Nurmes pasa la carretera 75 que une Kuopio con Kuhmo y de aquí sale la carretera 73 que lleva a Lieksa.

## Historia
Se conoce la existencia del asentamiento en documentos desde 1556, cuando se menciona que aquí vivían cincuenta carelios ortodoxos o ryssää. Perteneció al Zarato ruso hasta que en el siglo XVII la provincia de Kexholm pasó a formar parte del Imperio sueco; en esa época los carelios emigraron a Rusia y Nurmes fue repoblado con luteranos de Savonia y Kainuu. En 1638 se estableció aquí una capilla luterana, primero dependiente de Pielisjärvi y más tarde de Lieksa y Kajaani; en 1656-1657, esta capilla fue un centro de resistencia de los campesinos locales contra la invasión ruso-carelia de la segunda guerra nórdica. El asentamiento quedó casi despoblado a finales del siglo XVII, como consecuencia de la política fiscal de Simon Affleck, y no se recuperó hasta la segunda mitad del siglo XVIII.
En 1810, Nurmes se separó de Pielisjärvi, a cuya parroquia había estado vinculado en las décadas anteriores, y pasó a ser uno de los primeros ayuntamientos creados en el Gran Ducado de Finlandia; a lo largo de los cien años siguientes fue perdiendo territorio el término municipal para la formación de los municipios de Juuka, Rautavaara, Kuhmo y Valtimo. Además, en 1876 Nurmes fue la primera localidad finlandesa que funcionó como un municipio separado de su entorno rural. En 1973, Nurmes se reunificó con su municipio rural y recibió el título de ciudad. En 2020, Valtimo fue reincorporado al término municipal de Nurmes.